# サイード・モハマッド・ハサン
サイード・モハマッド・ハサン（1925年 - ）は、アフガニスタンのムジャーヒディーン、政治家、軍人。ジャグラン（少佐）の渾名（あだな）を有するが、アフガニスタン王国軍では中佐まで昇進した。イスラム合意革命同盟の指導者。

## 経歴
ガズニー州ヌワル郡スポレプハワト村出身。ハザーラ人。中部族長サイード・ムビンの息子。幼年学校、カーブル士官学校（ハルビ・プハントゥン）を卒業し、ソ連の砲兵学校で教育を受けた。
第14歩兵師団（ガズニー）で中佐まで昇進したが、1979年、ハフィーズッラー・アミーンのクーデター後、軍から追放された。この時、ガズニーの通信局職員だった彼の息子は、アミーンの命令により処刑されている。
1980年、イスラム合意革命同盟（Revolutionary Union of Islamic Concord）の指導者となり、共産体制の打倒とイラン式のイスラム共和国の建国を目指した。RUICの部隊は、バルフ州とガズニー州で行動し、主としてハザラ人から構成された。
1980年、ハザーラ人武装部隊の長となり、政府軍に対して戦闘行動を開始した。1982年、ソ連諜報部の仲介の下、政府と交渉に入ったが、アフガン空軍の爆撃により決裂した。その後、政府軍に対し積極的な戦闘は行わなかったが、ガズニー州、ヴァルダク州、バーミヤーン州、グル州、ウルーズガーン州北部で「ナスル」集団と交戦した。
1983年、グルブッディーン・ヘクマティヤールの部隊によりナホール郡に追いやられたが、そこで自分の息子を知事に据え付けた。
1980年代末から勢力を失い始め、カリーム・ハリーリー等の若い指導者に指導権を譲った。